# 豺狼座ω
豺狼座ω，又名CD-4210601，HD 139127、SAO 226004、HR 5797，是豺狼座的一颗恒星，视星等为4.33，位于銀經332.78，銀緯10.44，其B1900.0坐标为赤經15h 31m 18.8s，赤緯-42° 10.44′ 21″。